# Anghel Saligny
Anghel Saligny (Lieşti, Principado da Moldávia, 19 de abril de 1854 – Bucareste, Reino da Romênia, 17 de junho de 1925) foi um engenheiro civil romeno, conhecido pelo projeto da Ponte Rei Carol I (atualmente denominada Ponte Anghel Saligny) (1895) sobre o rio Danúbio, na época a mais long ponte da Europa. Também projetou armazens no porto de Constança, uma das primeiras aplicações de arquitetura em concreto armado na Europa.

Seu irmão Alfons Oscar Saligny foi um químico e educador também eleito membro da Academia Romena.

## Obras

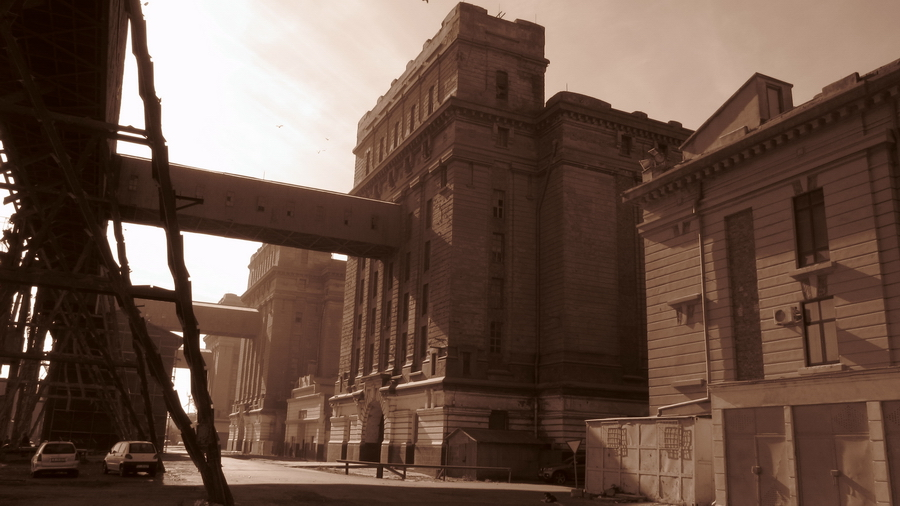
Silos no porto de Constança

Em suas obras (pontes, estradas, silos, portos, etc.) são encontrados novos elementos. Alguns deles são considerados grandes avanços tecnológicos na época.
Projetou a planta da ferrovia Adjud–Târgu Ocna, a primeira ponte de uso misto (ferrovia e rodovia) na Romênia (1881–1882).
Entre 1884 e 1889 Saligny planejou e construiu os primeiros silos em concreto armado, preservados atualmente em Constança, Brăila e Galați.

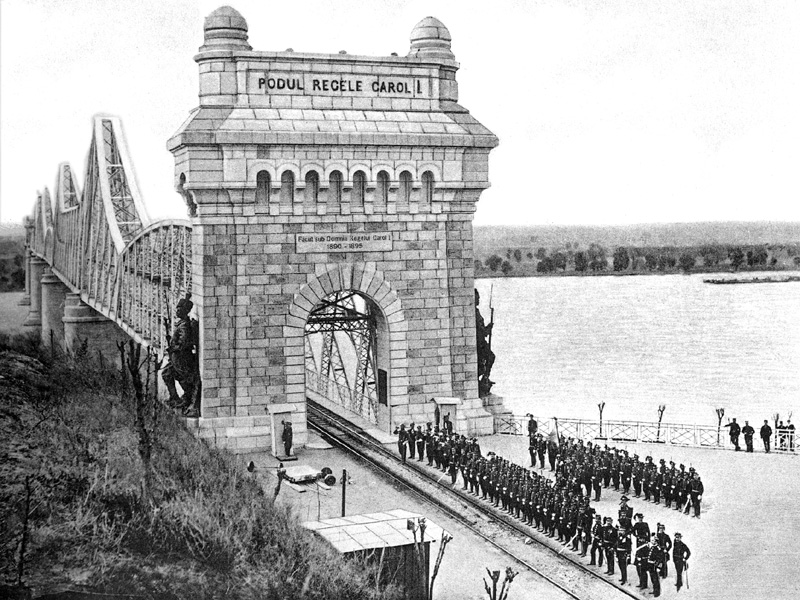
A ponte Carol I em sua inauguração

A obra mais significativa de Anghel Saligny foi a Ponte Anghel Saligny sobre o Danúbio em Cernavodă.